# Judeoaragonès
El judeoaragonès és un romanç jueu extingit que es va parlar als Regnes d'Aragó i Navarra des de la segona mitat del segle viii fins a finals del segle xv, quan va ser expulsada de la península Ibèrica la majoria de jueus no convertits al cristianisme.
Es tractava d'un romanç jueu, pel que és classificat lingüísticament entre les llengües pre-europees romàniques. Les parles jueu-romàniques es formaven sobre els fonaments d'una llengua romànica, com la navarro-aragonesa en aquest cas, prenent característiques lingüístiques hebrees fins al punt que talment es diferenciaven prou del romanç original per considerar-les idiomes independents, encara que això és discutible. Hi ha també alguna controvèrsia sobre si els romanços jueus procedeixen o no d'un anterior judeollatí, encara que sembla més probable que el judeoaragonès, com els altres romanços jueus de la Península Ibèrica, nasquessin posteriorment.

## Aljamia jueva
Hi ha menys texts en aljamia jueva que en aljamia musulmana. Manuel Alvar n'ha estudiat un que prové d'Osca. Per un temps els jueus de l'Aragó tenien l'àrab com llengua de cultura. Un text de principis del segle XIV a Osca es troba en mig d'una aljamia hebrea-àrab:
| « | procurador ministrador del dido comun por auctoridad poropia sin licença de juge, que se porad enparar la dita binya con el milloramento allí feyto, e faga d'aquella como eredas propia, e si abriestes a sidar en judicio por razon de la dita binya o por el trebudo a querellas del capitol o de su porcurador, que fagades dreyto en poder del oficial del senyor bisbe o de la cort seglar qual mas querran. E si la dita binya querades bender que lo fagades a saber diez dias antes al capitol o a su percurador. E si retener la querran que l'ayan cinc soldos menyos que otro ninguno. E si retener no la querran, que d'alli adenent podades aquellas bender a qui bos querredes, cebtado a ca[ball]eros, infa[n]çones, clerigos e presonas de religion e meselos, mas a presonas de servicio qui el dito trebudo paguen e cunplan las ditas cosas sobre ditasUna mostra de text en romance aragonès del segle xv escrit per o per chodigos és:Aquesto, dejus pena de dozientos florines de oro, la mitad pora el senyor Rey [loado sea] y la otra mitad pora la aljama e fejus pena de [anatema y excomunion] si sera judio. Et si sera cristiano non res menos dejus la dita pena... | » |

## Història
No és clar si la fi del jueu-aragonès va ser per una seva convergència amb altres romanços jueus hispànics, com el judeocastellà, o si el seu ús va en favor dels romanços judeo-hispànics del sud de la península, amb un nombre més gran de parlants, espargits sobretot per terres valencianes, murcianes i andaluses.

### Elements aragonesos en el chodigo-espanyol
El sefardí de Salomònica coincidia amb el sefardí de Macedònia del Nord i Bosniana en predominar la conservació de la F- inicial (facer, ferir), a diferència del sefardí de Bulgària, Anatòlia o Romania.
En el sefardí de Monastir (Macedònia del Nord) hi ha molts casos d'epèntesi antihiàtica semblants als de l'aragonès (cayidu, tu creyis, tu veyis, cayir, creure i tant en la parla sefardí de Monastir com en la de Bosniana es testimonia el veyi, ells veyin. no necessàriament són aragonesismes, també podrien deure's a una influència leyonesa.
En el sefardí de Salònica hi havien aragonesismes o paraules comunes de l'aragonès amb el castellà i que en castellà no han tingut molt ús com embelecar, engalipar, bafo, faltar, axugar, meollo (amb el significat de "cervell" i relacionat amb l'aragonès actual "miollo"), afalagar (amb el sentit de consolar), fugir, topar. Les paraules escorchar i (de)spuntar són aragonesismes propis del sefardí de Tessalònica i Sarajevo.
Al judeocastellà no es diu conmigo, contigo y consigo, es fan servir les formes aragoneses occidentals con mí, con tí i con sí. Altre aragonesisme pronominal propi del judeocastellà és el pronom reflexiu plural sen, que també es troba en castellà regional de la Vall de l'Ebre.
Els numerals ordinals presenten la terminació -eno: kuatreno, sinkeno, esženo, setè, kinzeno, i la forma irregular aragonesa i italiana primer.
Les formes en -igo de l'aragonès modern (creigo, veigo, creiga y veiga) són documentades en judeocastellà juntament amb les formes veig, creo i les formes coincidents amb el castellà modern. En sefardí d'alguns indrets és documentada (juntament amb la forma castellana), la presència d'imperfets en -iva, en especial en la llengua escrita de Moisés Almosnino (segle XVI), d'origen aragonès: kriyiva, riyiva, trayiva.

En sefardí de Bòsnia, Monastir (Macedònia del Nord) i Tessalònica les oracions subordinades condicionals es fan amb el futur d'indicatiu en comptes del futur de subjuntiu castellà.
| « | "enpero si es fruta ke es xašáš ke estará guzaneada...""enpero si es fruta ke afilú si saldrá guzaneada...""si afilú saldrá guzaneada""si las mužeres diran esto por saxarit minxa arbit siguro ke sera resivido delantre del šem yitbarax" | » |

També hi ha oracions hipotètico-comparatives on hi ha indicatiu en comptes de subjuntiu, com en castellà:
| « | "i esto es la preva si tenemos amor kon el kriador o no, ke si es verdadera la amor que tenemos kon el šem yitbarax kale que mos alegremos kuando akožemos la ora de meldar i de acer misvot komo si ganavamos munčo groš, i atristar i amofinar kuando mankamos de meldar i afinar misvot komo si pedríamos munčos grošeš" | » |